# Rajczy Lajos
Rajczy Lajos (névváltozata: Rajczi; született Ratkovics, Budapest, 1914. július 1. – Montreal, 1957. május 22.) Jászai Mari-díjas magyar színművész.

## Életpályája
1914-ben Budapesten született. Szülei Ratkovics Lajos és Stojanovics Katalin voltak. 1936-1939 között a Színművészeti Főiskola hallgatója volt. Rövid ideig Szegeden játszott, majd a Nemzeti Színház tagja lett. 
1944-ben feleségül vette Bakó Márta színésznőt, akitől később elvált.   
1956-ban elhagyta az országot, előbb Bécsben élt, majd Kanadába költözött. 1957-ben öngyilkos lett.

## Főbb színházi szerepei
- Caliban (Sh.: A vihar)
- Gyalu (Sh.: Szenivánéji álom)
- Balga (Vörösmarty M.: Csongor és Tünde)
- Claudius (Sh.: Hamlet)
- Bánk bán (Katona J.)
- Bódog Mihály (Háy Gy.: Az élet hídja)
- Ribin(Gorkij: Az anya)

## Főbb filmszerepei
- Garszonlakás kiadó (1939) – klubtag
- Gül baba (1940) – diák
- Premier a Nemzetiben (1941, rövid) – önmaga
- A beszélő köntös (1941) – török katona, útonálló
- Életre ítéltek! (1941) – mérnök
- Szép csillag (1942) – Gádmány András
- Szíriusz (1942) – Tibor Gergely báró
- Üzenet a Volga-partról (1942) – Bakony István, Zsuzsi kérője
- Szováthy Éva (1943) – Dóczy Béla
- Egy fiúnak a fele (1943-44) – Gáthy István
- Szerelmes szívek – Három kérő (1944) – erőművész
- Az első (1944) – Szabó Imre, asztalosmester
- A tanítónő (1945) – káplán
- Lúdas Matyi (1950) – főispán
- Különös házasság (1951) – báró Dőry István
- Gyarmat a föld alatt (1951) – ÁVH-s ezredes
- Civil a pályán (1952) – Mészáros
- Föltámadott a tenger (1953) – nagyváradi kaszárnyaparancsnok
- A város alatt (1953) – Tömör
- Életjel (1954) – Balázs József Góliát
- Budapesti tavasz (1955)
- A 9-es kórterem (1955) – kórházi beteg
- Az élet hídja (1955) – Dániel
- Mese a 12 találatról (1956) – vendég az étteremben
- Hannibál tanár úr (1956) – Rezső úr
- A császár parancsára (1956) – Sáray-Szabó

## Díjai és kitüntetései
- Jászai Mari-díj (1953)